# 오카자키촌 (와카야마현)
오카자키촌(岡崎村)은 와카야마현 가이소군에 있던 촌이다. 

## 역사
- 1889년 4월 1일 - 메이지 대합병에 의해 나구사군 오카자키촌이 성립하였다.
- 1896년 4월 1일 - 아마군, 나구사군과 합병해 가이소군이 되었다.
- 1955년 1월 1일 - 시정촌 합병에 의해 니시자와촌과 함께 와카야마시에 편입되었다.

## 경찰서
- 와카야마히가시경찰서.